# Graham Watson

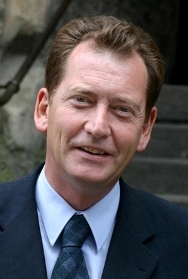
Graham Watson.

Sir Graham Watson, född 23 mars 1956, är en europeisk politiker från Storbritannien tillhörande Liberaldemokraterna. Han var Europaparlamentariker sedan Europaparlamentsvalet 1994 fram till och med Europaparlamentsvalet 2014 och var då ledare för den tredje största partigruppen, den liberala gruppen, från 2002 till 2009. Watson kandiderade öppet till posten som talman i Europaparlamentet inför Europaparlamentsvalet 2009, vilket gjorde honom till den första personen någonsin att offentligt gå ut med denna avsikt.